# Charles-Nicolas Taffoureau de Fontaine
Charles-Nicolas Taffoureau de Fontaine (né le 23 août 1655 à Sens, mort  le 23 septembre 1713 à Alet) est un ecclésiastique qui fut évêque d'Alet de 1698 à 1708.

## Biographie
Charles-Nicolas est issu d'une famille de négociants de Sens. Il est le fils de Jean Taffoureau (†  1674), seigneur de Fontaine-la-Gaillarde, conseiller au Présidial de Sens et de Louise Moncourt. Il fait ses études à l'université de Paris, il obtient sa maîtrise ès arts en 1673, son baccalauréat en 1677, sa licence et son doctorat en 1682. Il est ordonné prêtre la même année mais il avait obtenu sa première fonction ecclésiastique dès 1666 en recevant le titre de chapelain de la chapelle Saint-Eutrope dans la cathédrale de Sens. Il devient ensuite chanoine en 1678, archidiacre du Gâtinais, doyen du chapitre de chanoines en 1694. Il assure aussi les fonctions de gouverneur et cellérier de l'Hôtel-Dieu de Sens. L'archevêque Hardouin Fortin de La Hoguette prépare sa promotion épiscopale en faisant de lui son official puis son vicaire général. Pendant qu'il exerce sa charge d'archidiacre, il est également le directeur spirituel des Bénédictines de Montargis où le très pieux duc Paul de Beauvilliers a placé plusieurs de ses filles au cours de la décennie 1690 et dont il bénéficie de l'appui.
Il est finalement désigné comme évêque d'Alet en 1698, confirmé le 5 janvier 1699 et consacré le 25 mars à Sens par l'archevêque.
Son épiscopat de moins d'une dizaine d'années n'est marqué par aucun fait remarquable. Il meurt à Alet le 8 octobre 1708 et il est inhumé à sa demande aux côtés de l'un de ses prédécesseurs Nicolas Pavillon.